# Stan Stutz
Pour les articles homonymes, voir Stutz.
Stanley John Stutz (né Stanley John Modzelewski) est un joueur et un entraîneur américain de basket-ball, né le 14 avril 1920 à Worcester, dans le Massachusetts, et mort le 28 octobre 1975 à New Rochelle, dans l'État de New York. Après avoir évolué, dans le championnat universitaire, sous les couleurs des Rams du Rhode Island, il intègre l'American Basketball League (ABL) puis la Basketball Association of America (BAA), ancêtre de la National Basketball Association (NBA). Il remporte le titre ABL avec les Bullets de Baltimore en 1946. Lors de la saison ABL 1961-1962, Stutz endosse le rôle d'entraîneur des Tapers de Washington.
Le 5 avril 1947, lors d'un match des playoffs BAA qui oppose les Knicks aux Rebels de Cleveland, Stan Stutz inscrit 30 points. Cela reste pendant sept ans la meilleure performance d'un joueur de New York en playoffs, jusqu'à ce que Carl Braun marque 32 points face aux Nationals de Syracuse le 21 mars 1954.